# 贝内拉里奥
贝内拉里奥（義大利語：Bene Lario），是意大利科莫省的一个市镇。总面积5平方公里，人口363人，人口密度72.6人/平方公里（2009年）。ISTAT代码为013021。